# Stadtkirche Burgdorf

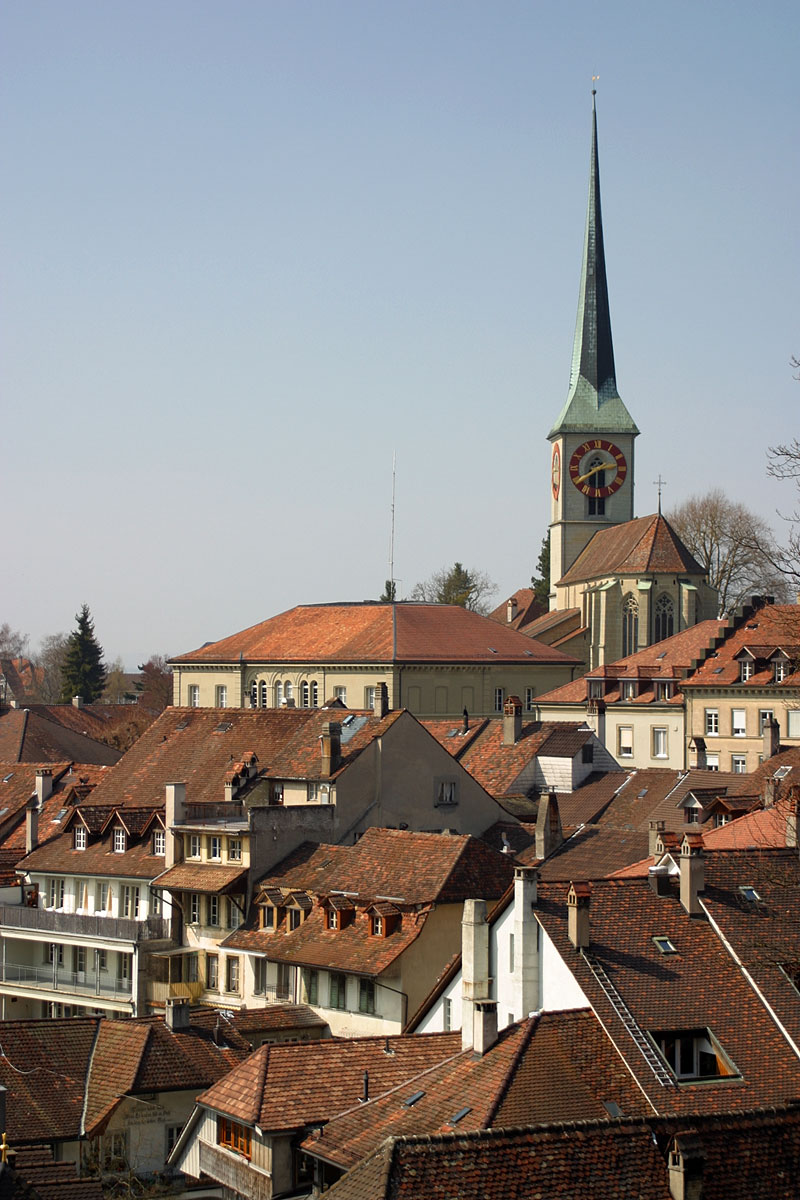
Die Stadtkirche Burgdorf

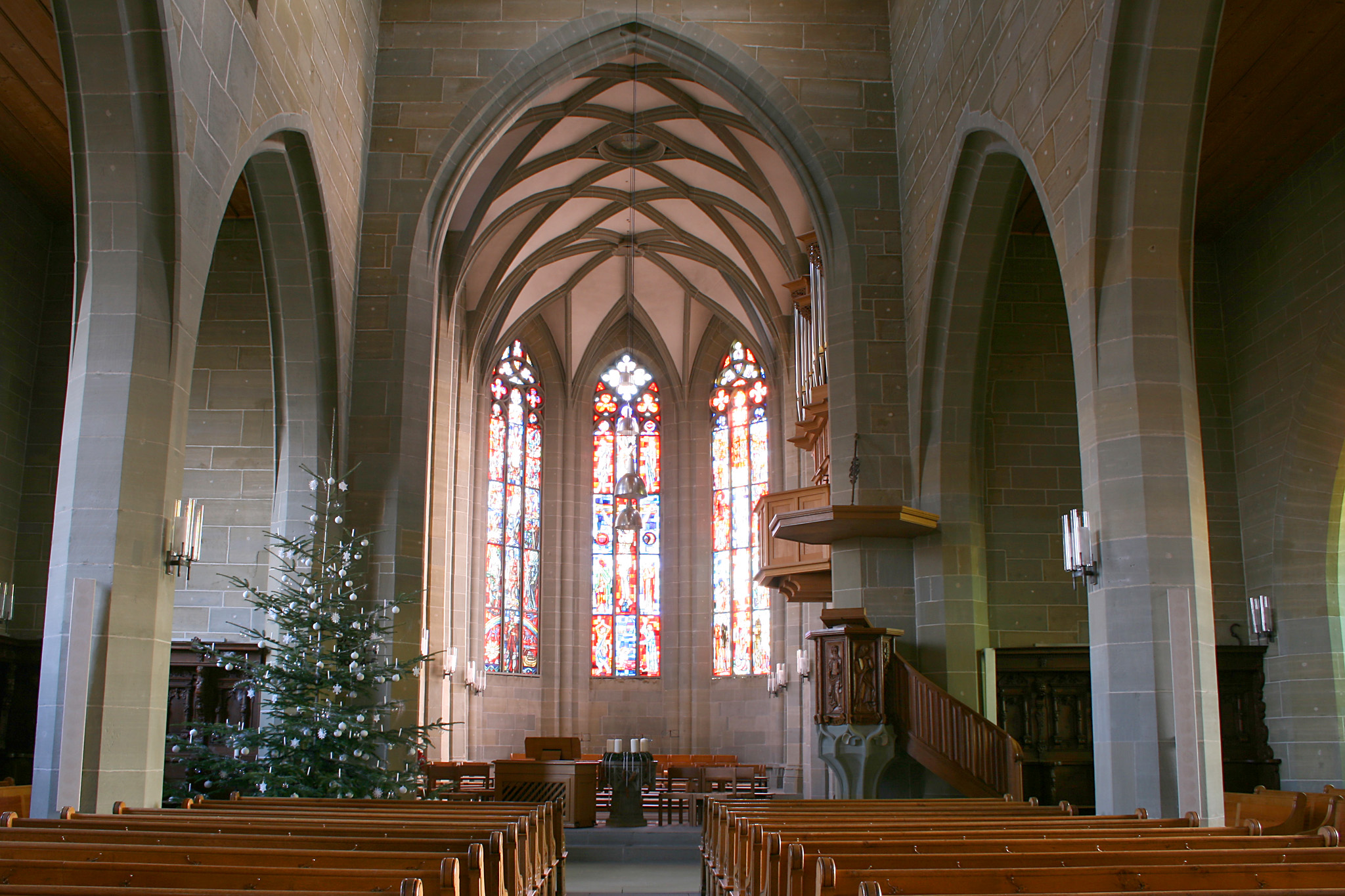
Hauptschiff mit Chor und Chororgel

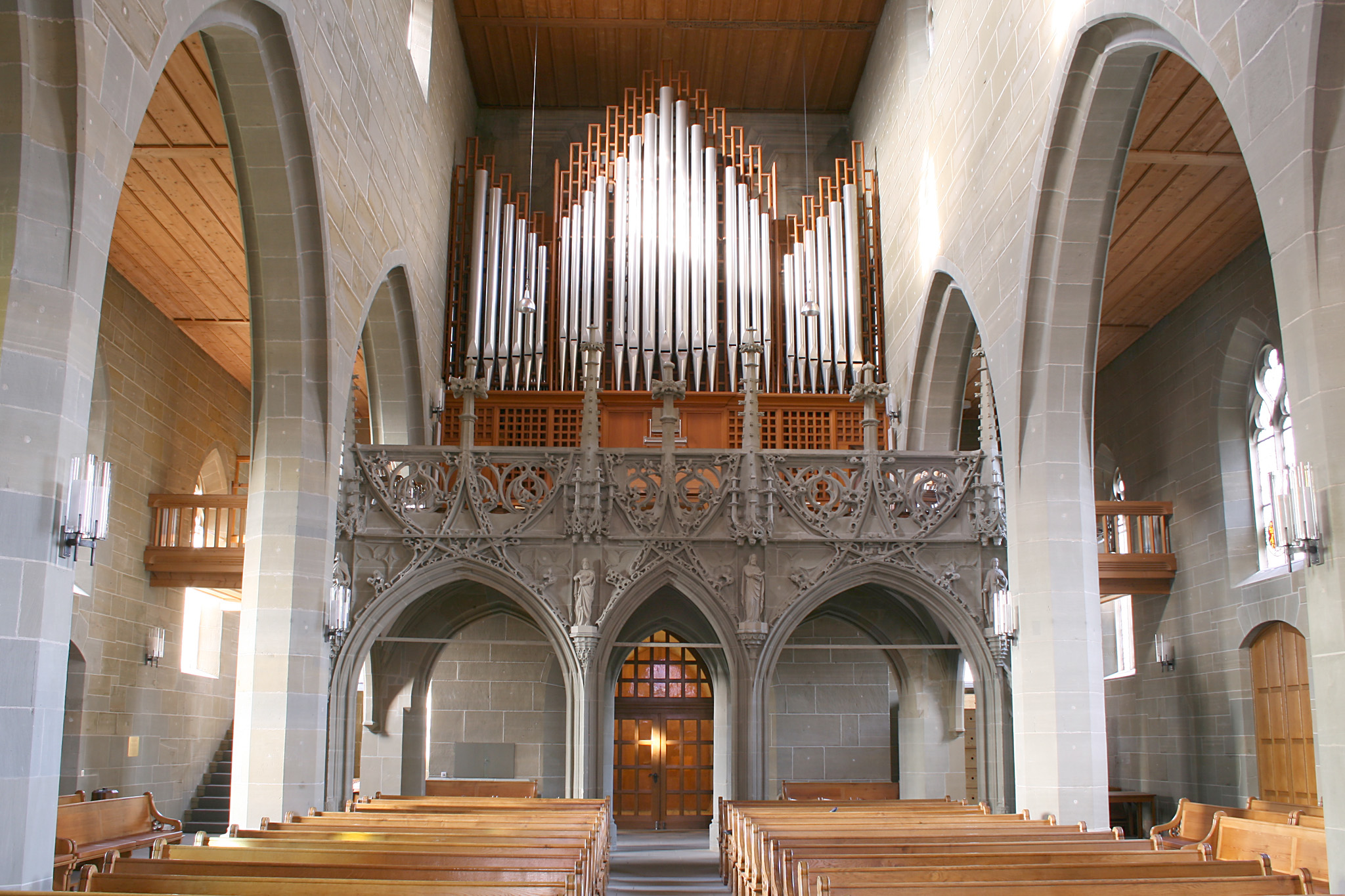
Lettner mit Prospekt der Hauptorgel

Die reformierte Stadtkirche Burgdorf ist das grösste Kirchengebäude in der Stadt Burgdorf.

## Geschichte
Die spätgotische Pfeilerbasilika wurde 1471 bis 1490 unter Niklaus Birenvogt erbaut, der Werkmeister am Berner Münster war, und ersetzte die zähringische Liebfrauenkirche aus dem letzten Viertel des 12. Jahrhunderts. 
Der Turm ist 72 m hoch. Der spätgotische Lettner, der 1512 von Heinrich Kummer vollendet wurde, gilt als der kostbarste Lettner der Schweiz. Er wurde 1868 als Orgelempore hinten ins Schiff versetzt und dabei um 180 Grad gedreht. 
1725 bis 1761 wirkte als Pfarrer an der Stadtkirche Burgdorf Johann Rudolf Gruner. Er begründete die Solennität, ein heute noch gefeiertes Schulfest, zu dem traditionell ein Gottesdienst in der Stadtkirche gehört. Ein weiterer bekannter Pfarrer an der Stadtkirche war der Liederdichter Gottlieb Jakob Kuhn, der hier von 1824 bis 1849 tätig war.

## Ausstattung

### Orgeln
Die Hauptorgel der Stadtkirche Burgdorf mit 48 klingenden Registern auf drei Manualen und Pedal wurde 1949 von Orgelbau Kuhn aus Männedorf auf dem historischen Lettner, der 1868 zur Orgelempore wurde, aufgebaut. Nach einer Kirchenrenovation 1969 wurde an der Orgel eine Revision durchgeführt. 2018 erfolgte eine Generalrevision durch  die Orgelbauwerkstatt Thomas Wälti aus Gümligen.
Eine Chororgel wurde 1985 von der Manufaktur Metzler Orgelbau aus Dietikon mit 12 Registern auf zwei Manualen und Pedal erbaut und als Schwalbennestorgel auf der Südseite des Chores angebracht.

### Glocken
Das Glockengeläut der Burgdorfer Stadtkirche besteht aus sechs Glocken. Fünf davon wurden 1865 von der Glockengießerei Rüetschi in Aarau gegossen, sie wurden durch eine sechste im Jahr 2000 gegossene Glocke ergänzt.
| Nr. | Schlagton | Gewicht | Gussjahr | Giesser               |
| --- | --------- | ------- | -------- | --------------------- |
| 1   | b°        | 3936 kg | 1865     | Gebr. Rüetschi, Aarau |
| 2   | d′        | 1935 kg | 1865     | Gebr. Rüetschi, Aarau |
| 3   | f′        | 1131 kg | 1865     | Gebr. Rüetschi, Aarau |
| 4   | b′        | 502 kg  | 1865     | Gebr. Rüetschi, Aarau |
| 5   | c″        | 300 kg  | 2000     | H. Rüetschi AG, Aarau |
| 6   | d″        | 246 kg  | 1865     | Gebr. Rüetschi, Aarau |

Die größte Glocke hat die Bezeichnung Solätteglocke, die kleinste wird als Feuerglocke bezeichnet.

## Nachweise
1. ↑  Ref. Stadtkirche, Hauptorgel, Burgdorf BE. In: Orgelverzeichnis Schweiz und Liechtenstein. Abgerufen am 2. August 2025.
2. ↑  Ref. Stadtkirche, Chororgel, Burgdorf BE. In: Orgelverzeichnis Schweiz und Liechtenstein. Abgerufen am 2. August 2025.
3. ↑  SRF Schweizer Radio und Fernsehen: Glocken der Heimat – Burgdorf, Stadtkirche

Koordinaten: 47° 3′ 23″ N, 7° 37′ 29″ O; CH1903: 614139 / 211724